# Sainte-Alvère
Sainte-Alvère è un comune francese soppresso del dipartimento della Dordogna nella regione dell'Aquitania-Limosino-Poitou-Charentes. Dal 1º gennaio 2016 si è fuso con il comune di Saint-Laurent-des-Bâtons per formare il nuovo comune di Sainte-Alvère-Saint-Laurent-les-Bâtons di cui è comune delegato.

## Società

### Evoluzione demografica
Abitanti censiti